# José Félix Parra
José Félix Parra Cuerda (Ossa de Montiel, Albacete, 16 de enero de 1997) es un ciclista español que compite con el equipo Kern Pharma.

## Biografía
Da el salto a profesionales en 2020 de la mano del nuevo equipo de Kern Pharma, creado sobre la estructura de Lizarte.
En 2021 logró su primera victoria como profesional en la 4.ª etapa del Tour de Alsacia, consiguiendo además situarse como líder de la clasificación general de la carrera. El día después consiguió defender su primer puesto en la general y consiguió así su primera victoria en una clasificación general de una vuelta por etapas. Además también fue la primera vuelta en la historia para su equipo.

## Palmarés
2021
- Tour de Alsacia, más 1 etapa

2024
- 1 etapa del Alpes Isère Tour

## Resultados en Grandes Vueltas
| Carrera | Carrera         | 2020 | 2021 | 2022 | 2023 | 2024 |
| ------- | --------------- | ---- | ---- | ---- | ---- | ---- |
|         | Giro de Italia  | —    | —    | —    | —    | —    |
|         | Tour de Francia | —    | —    | —    | —    | —    |
|         | Vuelta a España | —    | —    | 26.º | —    | 17.º |

—: no participa

Ab.: abandono

## Equipos
- Kern Pharma (2020-)